# Elongáció (csillagászat)

Elongációk a Földről nézve, belső és külső bolygó esetén

Az elongáció a csillagászatban az a szög, ami általában a Nap és egy bolygó között látszik, rendszerint a Földről nézve.
Az elongációt fokban mérik, a Naptól keletre és nyugatra. Ha az elongáció 0°, azt mondjuk az objektumra, hogy „együtt állás”-ban (konjunkció) van a központi égitesttel. Ha ez a szög 90°, „kvadratúrában” van. 180° esetén „szemben állás”-ban (oppozíció)  van.
A belső bolygók esetén (Merkúr és Vénusz) az elongáció legfeljebb bizonyos, jól meghatározott érték lehet. A legnagyobb kitéréseket a Naptól „legnagyobb keleti elongáció”, illetve a „legnagyobb nyugati elongáció” névvel illetjük. A „legnagyobb keleti elongáció” esetén a bolygó a Nap után a legkésőbbi időpontban nyugszik, míg a „legnagyobb nyugati elongáció” esetén a legkorábbi időpontban kel fel a napfelkelte előtt.
A Merkúr esetén a legnagyobb elongáció 17° 50’ (perihéliumban, amikor fizikailag a legközelebb van a Naphoz) és 27° 50’ között változik (amikor aphéliumban van, vagyis a Naptól a legnagyobb fizikai távolságra).
A Vénusznak kisebb az excentricitása, a legnagyobb elongációja 45° és 47° között változik.